# تبعات الهولوكوست

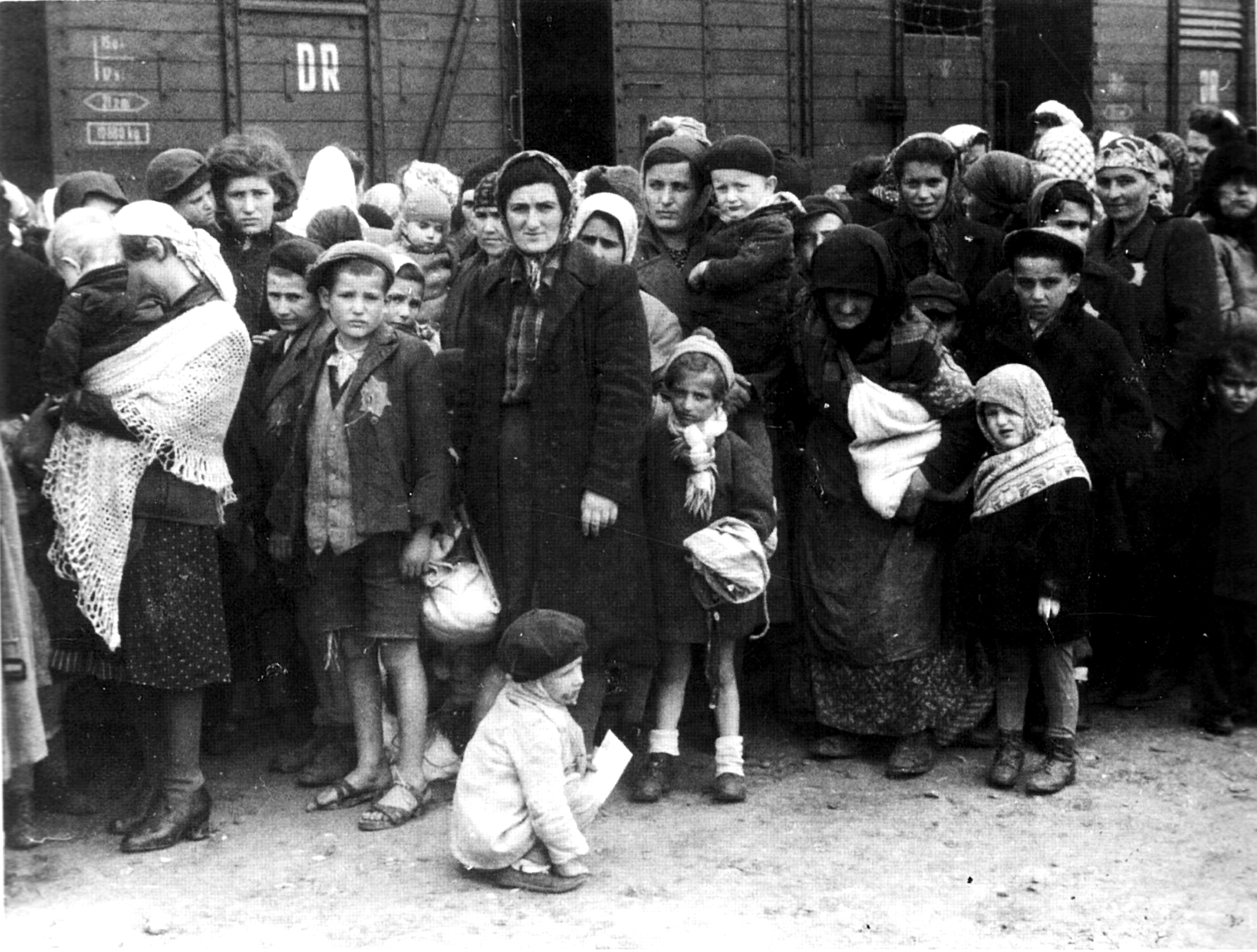

أثّر الهولوكوست تأثيرًا عميقًا في المجتمع الأوروبي وبقية العالم على حد سواء، وما تزال عواقبه محسوسة بين أحفاد ضحايا تلك الإبادة الجماعية من الأطفال والكبار.

## سجلات الهولوكوست في ألمانيا
استجاب معظم المجتمع الألماني لفظائع الهولوكوست والأدلة الضخمة على حدوثه بمحاولة تبرير الذات والتزام الصمت. حاول الألمان إعادة كتابة تاريخهم لجعله أكثر استساغة في عصر ما بعد الحرب. أصرت ألمانيا الغربية وألمانيا المتحدة لعقود طويلة رفضها إتاحة الوصول إلى الأرشيفات المتعلقة بالهولوكوست في باد آرولزن بدعوى الحفاظ على الخصوصية. وفي مايو عام 2006، أدت جهود متحف ذكرى الهولوكوست بالولايات المتحدة التي استغرقت 20 عامًا إلى إتاحة 30–50 مليون صفحة من أرشيفات الهولوكوست للناجين والمؤرخين وغيرهم.

## الناجون

### النازحون ودولة إسرائيل
أدى الهولوكوست وتبعاته إلى نزوح الملايين من اللاجئين، بما فيهم العديد من اليهود الذين فقدوا معظم أو جميع أفراد عائلاتهم وممتلكاتهم، وكثيرٌ منهم واجهوا كراهية متواصلة تجاههم في مواطنهم الأصلية. خطط الحلفاء في البداية لإعادة تسكين هؤلاء النازحين في مواطنهم الأصلية، ولكن الكثير منهم رفض العودة أو تعذر عليه ذلك نظرًا إلى أن بيوتهم أو الأحياء التي كانوا يسكنون فيها قد دُمرت. ونتيجة لذلك، قبع أكثر من 250,000 لاجئ في معسكرات النازحين التي أقامها الحلفاء لبضعة أعوام بعد انتهاء الحرب. اتسمت بعض معسكرات النازحين الأمريكية بأوضاع شنيعة مشابهة للسجون طبقًا لما ورد في تقرير هاريسون.
نظرًا لعدم قدرة النازحين على العودة لبيوتهم في أوروبا أو امتناعهم عن ذلك، بالإضافة إلى القيود المفروضة على الهجرة للدول الغربية، أضحت فلسطين المنتدبة البريطانية الوجهة الرئيسية للعديد من اللاجئين اليهود. ولكن نظرًا إلى معارضة العرب لهجرة اليهود، قيدت المملكة المتحدة هجرة اليهود إلى الأراضي المنتدبة. وفي ذات الوقت أغلقت دول الكتلة السوفيتية أبوابها أمام المهاجرين. نظمت فرق الدفاع الشعبية اليهودية السابقة في أوروبا بالتعاون مع الهاجاناه في فلسطين المنتدبة جهودًا ضخمة لتهريب اليهود إلى فلسطين (ما يُعرف ببريخا)، ونجحوا في نقل 250,000 يهودي إلى فلسطين المنتدبة (بما يشمل اليهود النازحين وأولئك الذين اختبأوا من النازيين خلال الحرب). وبعد إعلان قيام دولة إسرائيل المستقلة في عام 1948، تمكن اليهود من الهجرة إلى إسرائيل بصفة قانونية وبدون قيود. وبحلول عام 1952، أي بعد إغلاق معسكرات النازحين في أوروبا، هاجر 80,000 يهودي إلى الولايات المتحدة، و136,000 يهودي إلى إسرائيل، و10,000 يهودي آخر إلى مناطق متفرقة في العالم مثل المكسيك واليابان ودول أخرى في إفريقيا وأمريكا الجنوبية.

## عودة ظهور معاداة السامية
ازداد عدد اليهود في بولندا بفضل اليهود العائدين من الاتحاد السوفيتي والناجين من معسكرات الاعتقال في ألمانيا. ورغم ذلك ظهرت كراهية اليهود من جديد في بولندا، وتجسدت في عدة وقائع مثل مجزرة كراكوف في 11 أغسطس 1945، ومجزرة كيلسي في 4 يوليو 1946، ما أدى إلى نزوح جزء كبير من السكان اليهود بعدما أحسوا بعدم الأمان في بولندا. اندلعت عدة احتجاجات معادية لليهود في عدة مدن بولندية، وقُتل فيها العديد من اليهود.
من بين الدوافع التي أدت إلى تلك الأعمال الوحشية فكرة انتشار الشيوعية اليهودية (بالبولندية: Żydokomuna) التي صورت اليهود على أنهم مؤيدون للشيوعية. كان خوف البولنديين من انتشار الشيوعية اليهودية من بين الأسباب التي أدت إلى تصاعد معاداة السامية في بولندا في الفترة 1945–1948، حتى أن بعض الناس زعموا أن أحوال اليهود في تلك الفترة كانت أسوء من عام 1939. قُتل مئات من اليهود في أحداث عنف معادية لليهود. قُتل بعض اليهود لمجرد أنهم حاولوا استرداد ممتلكاتهم السابقة. ونتيجة لنزوح عدد كبير من اليهود قل عددهم في بولندا من 200,000 في أعقاب الحرب مباشرةً إلى 50,000 في عام 1950 و6,000 في الثمانينيات.
اندلعت مذابح مشابهة معادية لليهود في المجر.

### مكانة الناجين الاجتماعية في إسرائيل
اعتبارًا من 6 مايو عام 2016، يعيش 45,000 ناجٍ من الهولوكوست في إسرائيل تحت خط الفقر، وهم في حاجة إلى مزيد من الدعم. أدت تلك الظروف إلى احتجاجات عنيفة وحادة من جانب أولئك الناجين ضد الحكومة الإسرائيلية والجهات المرتبطة بها. معدل إصابة الناجين من الهولوكوست بالسرطان يساوي ضعف معدل الإصابة المتوسط ونصفه في إسرائيل، بينما معدل إصابة الناجين بسرطان القولون نتيجة تعرضهم للجوع الشديد والقلق الحاد أعلى من معدل الإصابة المتوسط بتسعة أمثال. انخفض عدد الناجين من الهولوكوست في إسرائيل في الوقت الحالي إلى 189,000 ناجٍ.

## البحث عن سجلات الضحايا
ظهرت نزعة حديثة عند أحفاد الناجين من الهولوكوست للبحث في مصائر أقاربهم. تمتلك مؤسسة ياد فاشيم قاعدة بيانات مؤرشفة تحتوي على بيانات 3 ملايين اسم، نصفهم يُنسبون إلى ضحايا يهود معروفين. تتيح ياد فاشيم البحث في قاعدة البيانات المركزية الخاصة بأسماء ضحايا الهولوكوست على موقعهم الإلكتروني (yadvashem.org) أو في مُجمع ياد فاشيم في إسرائيل.
أيام ذكرى الهولوكوست
صوتت الجمعية العامة للأمم المتحدة في 1 نوفمبر 2005 لصالح تخصيص يوم 27 يناير لإحياء ذكرى ضحايا الهولوكوست. إذ أن اليوم الموافق 27 يناير 1945 هو اليوم الذي حُررت فيه معسكرات الاعتقال النازية ومعكسر الهلاك أوشفيتز بيركينو. احتفلت عدة دول بالفعل بهذا اليوم قبل هذا الإعلان. تحتفل إسرائيل والشتات اليهودي بيوم هشوآه (ذكرى الكارثة والبطولة) لإحياء ذكرى الهولوكوست وشجاعة اليهود، وذلك في السابع والعشرين من شهر نيسان العبري الموافق شهر أبريل عادةً. واعتبارًا من عام 1979 احتفلت الولايات المتحدة بنفس اليوم ابتداءًا من يوم الأحد الذي يسبق اليوم المقابل لـ27 نيسان في التقويم الغريغوري وحتى يوم الأحد في الأسبوع التالي.

## إنكار الهولوكوست
إنكار الهولوكوست هو الزعم بأن الإبادة الجماعية التي تعرض لها اليهود في الحرب العالمية الثانية لم تقع على النحو والمدى الذي وصفه المؤرخون المعاصرون.
من بين العناصر الرئيسية لإنكار الهولوكوست رفض الوقائع التالية: أن الحكومة النازية فرضت سياسة استهداف اليهود وأحفاد اليهود عمدًا وإبادتهم، وأن عدد اليهود الذين قتلهم النازيين وحلفائهم يتراوح من 5 إلى 7 ملايين يهودي، وأن تلك الإبادة وقعت في معسكرات الهلاك باستخدام أدوات القتل الجماعي مثل غرف الغاز.
يرفض منكرو الهولوكوست عادةً استخدام مصطلح «الإنكار» لوصف وجهة نظرهم بشكل صادق، وعوضًا عن ذلك يستخدم هؤلاء مصطلح «تنقيح الهولوكوست». ولكن المختصين بهذا المجال يفضلون استخدام مصطلح الإنكار للتمييز بين منكري الهولوكوست وعلماء التنقيح التاريخي الحقيقيين الذين يعتمدون في علمهم على أساليب تاريخية مؤكدة.
يزعم معظم منكري الهولوكوست، إما ضمنيًا أو صراحةً، أن الهولوكوست خدعة من تأليف اليهود كجزء من مؤامرة يهودية لخدمة مصالح اليهود على حساب الآخرين. ولهذا السبب تحديدًا يُعد إنكار الهولوكوست بصفة عامة ضربًا من ضروب نظريات المؤامرة المعادية للسامية. تعرضت أساليب منكري الهولوكوست للنقد لأنها تعتمد على خاتمة مُحددة سلفًا تتجاهل جميع الأدلة الشاملة التي تثبت خلاف ذلك.